# Tropan

Strukturformel

Tropan är en kvävehaltig bicyklisk organisk förening. Den är mest känd för den grupp av alkaloider som är derivat av den, tropanalkaloider bland annat atropin och kokain. Båda alkaloiderna bygger på tropinon som är ett tropanderivat. 
Tropanalkaloiderna förekommer i många växter i familjen Erythroxylaceae (som innehåller koka) och Solanaceae (som innehåller potatis, tomat) .